# Sid Lukkassen
Sid Lukkassen (Zevenaar, 30 juni 1987) is een Nederlands politiek filosoof en schrijver. Hij heeft gewerkt als onderzoeker voor de fractie van de Europese Conservatieven en Hervormers in het Europees Parlement, en daarnaast neemt hij actief deel aan het publieke debat door zijn boeken en opinie-artikelen die hij schrijft voor de als rechts bekendstaande site ThePostOnline. Lukassen staat bekend om zijn rechtse standpunten en is een aantal keer het onderwerp van controverse geworden.

## Achtergrond
Lukkassen groeide op in Duiven en studeerde geschiedenis en filosofie aan de Radboud Universiteit Nijmegen. Hij haalde er in 2011 zijn master geschiedenis en in 2012 zijn master filosofie. Hij was er van augustus 2015 tot februari 2016 promovendus.
In 2012 deed Lukkassen een traineeship voor ALDE bij het Europees Parlement waar hij onderzoek deed naar de Europese industriepolitiek. Hij werkte in 2013 drie maanden als stagiair voor VVD-Tweede Kamerlid Remco Dijkstra en onderzocht hoe voorkomen kan worden dat milieueffectrapportages onterecht economische ontwikkeling tegenhouden.
In 2017 promoveerde hij onder Jean-Pierre Wils met het proefschrift De representatieve democratie en de condities van communicatie dat later in boekvorm verscheen bij uitgeverij De Blauwe Tijger. Het originele manuscript was controversieel en enkele passages over de islam werden als niet voldoende onderbouwd gezien en verwijderd. Van 2010 tot 2018 was hij gemeenteraadslid voor VVD in Duiven.
Sid Lukkassen geeft lezingen en is sinds 2016 gespreksleider bij Café Weltschmerz. Hij schrijft als columnist voor Doorbraak.be, Elsevier Weekblad, ThePostOnline, De Dagelijkse Standaard en SCEPTR, levert opiniebijdragen en geeft interviews in dag- en weekbladen. Voor de publieke omroep Ongehoord Nederland maakt hij de podcast Ongehoorde Verhalen.

## Ideologie
Volgens Lukkassen is er behoefte aan een nieuwe zuil: de 'humanistisch-realistische', naast de drie oude zuilen, de 'kosmopolitisch-postmoderne-progressieve zuil', de christelijke zuil en de islamitische zuil. Lukkassen keert zich tegen het vermeende cultuurmarxisme van links, waar volgens hem onder meer het socialisme, feminisme, de homobeweging, en de strijd tegen racisme deel van uit zouden maken. Volgens de NRC hangt Lukkassen hiermee "een fascistische ideologie  aan in een nieuw jasje".

### Roman
In 2019 schreef Lukkassen een roman, De afrekening, waarin Nederland wordt aangevallen door moslims: er is gifgas in Amsterdam en er zijn explosieve drones in Utrecht. Volgens de roman is er maar één oplossing: keihard ingrijpen. Tijdens de juridische processen waarbij de executie van "cultuurmarxisten" wordt uitgeroepen, wordt er een onderzoek van "dr. Sid Lukkassen" aangehaald. Volgens een recensie van de roman fantaseert de "radicaal-rechtse" Lukkassen over een gewelddadige staatsgreep en wraak op landverraders.

### WhatsApp-berichten
Lukkassen raakte in mei 2020 in opspraak omdat WhatsApp-berichten uitlekten waarin hij sprak over geweld tegen politieke tegenstanders. In een gesprek zei Lukkassen onder meer dat eventueel geweld van tegenstanders beantwoord moet worden en dat "er mensen letterlijk moeten worden uitgeschakeld zodat hun posten vrijkomen en dan zo systematisch dat hun opvolgers niet uit dezelfde bubbel kunnen worden gerekruteerd". Ook vroeg hij zijn gesprekspartner of hij dacht dat "aanslagen nodig waren" om de aandacht van talkshows en kranten te krijgen. In een reactie op de controverse stelde Lukkassen dat hij de uitspraken deed binnen het kader van een "filosofische discussie" over de "staat van het land".

### Seksfilm
In 2021 participeerde Lukkassen in een seksfilm van het omstreden kunstcollectief KIRAC. De controversiële film, genaamd KIRAC Ep.23: ‘Honeypot’, brengt de rechtse filosoof Lukkassen samen met de linkse filosofiestudente Jini van Rooijen, in een poging om door middel van seks de kloof tussen links en rechts te dichten. Nadat hij voor de camera door Van Rooijen werd afgewezen, trok hij zijn toestemming in voor het publiceren van de filmbeelden. Het kunstcollectief bracht de beelden desondanks naar buiten. De film viel bij de achterban van Lukkassen niet in de smaak; hij zou zich ten koste van zijn reputatie hebben laten misleiden door KIRAC. Een jaar later overkwam de Franse sterschrijver Michel Houellebecq ongeveer hetzelfde, maar deze wist de release van de betreffende filmbeelden middels drie rechtszaken tot nu toe (medio 2024) tegen te houden. In mei 2023 publiceerde Houellebecq het pamflettistische en autobiografische essay Een paar maanden van mijn leven, waarin beide affaires uit de doeken worden gedaan. Houellebecq schreef over Honeypot: "Ik denk dat zelfs de meest verstokte antifa na het kijken van dat walgelijke filmpje wel enig medelijden met Lukkassen moet voelen." Volgens Houellebecq probeerde een Duitse journalist die onderzoek deed naar KIRAC meer informatie van Lukkassen te verkrijgen, maar laatstgenoemde weigerde. Houellebecq: "Hij heeft er dus voor gekozen de nare herinneringen zo goed en kwaad als het ging te vergeten."